# Comuna Adunați, Prahova
Adunați (în trecut Ocina) este o comună în județul Prahova, Muntenia, România, formată din satele Adunați (reședința), Ocina de Jos și Ocina de Sus.

## Așezare geografică
Comuna este situată în partea de nord-vest a județului Prahova, la limita dintre acesta și județul Dâmbovița, pe malurile râului Provița. Este străbătută de șoseaua județeană DJ710, care o leagă spre est de Breaza și spre vest în județul Dâmbovița de Bezdead și Pucioasa (unde se termina în DN71). Din acest drum, la Adunați se ramifică șoseaua județeană DJ100E, care duce spre sud la Provița de Sus, Provița de Jos, Poiana Câmpina, Câmpina (unde se intersectează cu DN1), Telega și Scorțeni.

### Relieful
Relieful în zonă se prezintă prin șiruri de dealuri cu înălțimi cuprinse între 600-900 m, despărțite prin două văi paralele între ele și direcționate spre sus-sud-est, Provița și Prahova.
Versanții dealurilor au pante domoale spre bază și accentuate spre culmi și sunt fragmentate de văi cu caracter torențial.
Împrejmuită de înălțimi de peste 700-800 de metri, comuna Adunați cu casele locuitorilor săi are înfățișarea unei străchini împodobite cu picuri de smalț mai îngrămădite spre fundul străchinii, mai zvârlite pe pereții ei. Înălțimile sunt mai pronunțate înspre apus unde întâlnim adevărați munți de până la și chiar peste 900 metri: Vf. Sultanului, Vf. Măgura, Vf. Seciului, întreaga împrejmuire apuseană menținându-se la peste 800 de metri. Înspre răsărit înălțimile abia se ridică până la 800 m: Vf. Stâlpului, Bășa, dar descresc mult spre sud pe unde dealuri ca Sticleți, Starmini abia dacă trec peste 650 metri. Cu cât înaintăm spre sud, cu atât împrejmuirea răsăriteană și apuseană se îndepărtează una de alta, atingând maximul depărtării între ele spre valea Bisericii, Coporodului și Bălțiș. Costișa dealurilor este mult mai puțin înclinată spre acest punct, unde întâlnim și cea mai mică înălțime între Valea Coporodului, Bisericii și Bălțiș, fundul scobiturii ocinene.
Astfel, relieful se compune din:
-o primă zonă cu aspect relativ plan, situată de-a lungul pârâului Provița și care corespunde terasei inferioare a acestuia.
-o a doua zonă caracterizată prin dealurile și versanții care încadrează localitatea.

### Clima
Comuna Adunați este situată într-o zonă cu climă continentală de dealuri caracterizată prin:
-media anuală a temperaturii aerului este de 8-9 grade C, cu minima absolută de -27 grade C și maxima de 38 grade C.
-media anuală a precipitațiilor atmosferice este de 600-700 mm/an.
-vântul bate din direcțiile NV și N.
-adâncimea maximă de îngheț este de 85 cm.

### Vegetația
Vegetația este variată în funcție de dispunerea reliefului, fiind alcătuita din: pășuni, livezi de pomi fructiferi în special pruni și meri, păduri de foioase și conifere.
Conform datelor de la Muzeul Județean de Științe ale Naturii, pe teritoriul comunei se găsesc următoarele specii cu protecție strictă:
- Nuci-Juglans regia L-4 exemplare.
- Sălcii-Salix sp-23 exemplare.
- Plop-Populus alba L-2 exemplare.

### Rezervații naturale
- Rezervația naturală peisagistică „Costișata” cu o suprafață totală de 52,25 ha din care 21,25 rezervația propriu-zisă iar 31 ha o zonă tampon.
- Rezervația naturală hidrologică „Vâlceaua Pietrei” cu o suprafață de 10,31 ha din care 2,5 ha rezervația propriu-zisă și 7,8 ha o zonă tampon.

## Demografie
Componența etnică a comunei Adunați
     Români (95,31%)
     Alte etnii (4,69%)
Componența confesională a comunei Adunați
     Ortodocși (94,88%)
     Alte religii (0,21%)
     Necunoscută (4,91%)
Conform recensământului efectuat în 2021, populația comunei Adunați se ridică la 1.896 de locuitori, în scădere față de recensământul anterior din 2011, când fuseseră înregistrați 2.104 locuitori. Majoritatea locuitorilor sunt români (95,31%). Din punct de vedere confesional, majoritatea locuitorilor sunt ortodocși (94,88%), iar pentru 4,91% nu se cunoaște apartenența confesională.

## Politică și administrație
Comuna Adunați este administrată de un primar și un consiliu local compus din 11 consilieri. Primarul, Darius-Mihai Săvulescu[*], de la Partidul Național Liberal, este în funcție din octombrie 2020. Începând cu alegerile locale din 2024, consiliul local are următoarea componență pe partide politice:
|  | Partid                     | Consilieri | Componența Consiliului | Componența Consiliului | Componența Consiliului | Componența Consiliului | Componența Consiliului | Componența Consiliului | Componența Consiliului | Componența Consiliului |
|  | -------------------------- | ---------- | ---------------------- | ---------------------- | ---------------------- | ---------------------- | ---------------------- | ---------------------- | ---------------------- | ---------------------- |
|  | Partidul Național Liberal  | 8          |                        |                        |                        |                        |                        |                        |                        |                        |
|  | Partidul Social Democrat   | 2          |                        |                        |                        |                        |                        |                        |                        |                        |
|  | Partidul Mișcarea Populară | 1          |                        |                        |                        |                        |                        |                        |                        |                        |

## Istorie
La sfârșitul secolului al XIX-lea, comuna purta numele de Ocina, era aflată în plaiul Peleșul al județului Prahova și era formată din satele Adunați-Prahoviței, Valea Bradului și Băltișul, totalizând 1342 de locuitori și având o școală cu 60 de copii înființată la 1850 și două biserici ortodoxe.
În 1904, comuna purta numele de Ocina, aparținea de plasa Breaza și era compusă din satele Adunați, Ocina de Sus și Ocina de Jos.
În 1925, comuna se regăsea tot în plasa Peleș a aceluiași județ, cu satele Adunații Proviții (reședință), Ocina de Jos și Ocina de Sus, cu 2146 de locuitori. În 1938, s-a regăsit în plasa Sinaia din județul Prahova, iar în 1950, în raionul Câmpina din regiunea Prahova și apoi regiunea Ploiești. În 1968, comuna a căpătat componența actuală, și a revenit la județul Prahova, reînființat.
Pentru detalii vezi Gheorghe Stanciu, „Boieri și boiernași din zona Breaza-Ocina-Bezdead în secolul al XIX-lea și la începutul secolului al XX-lea”, în „Anuarul Societății de Științe Istorice din România, Filiala Câmpina”, nr. 6, MMXV, 2015, pp. 304-332.

## Monumente istorice
Singurul obiectiv din comuna Adunați inclus în lista monumentelor istorice din județul Prahova este situl arheologic din vatra satului Adunați, unde s-au găsit vestigii din neolitic.

## Economia

### Agricultura
Localitatea Adunați se înscrie între localitățile cu funcțiune dominant agricolă, suprafața terenului agicol fiind de 1489,11 ha (65% din suprafața comunei). Ca activitate predominantă este pomicultura. În cadrul suprafeței agricole ponderea importantă o au pășunile și fânețele care reprezintă circa 85% din suprafața agricolă, fapt ce influențează pozitiv dezvoltarea sectorului zootehnic și agroturismul, livezile ocupând 11,6% din suprafața terenului agricol. Terenul arabil, respectiv 3,5% (52,42 ha) din teritoriul agricol nu este foarte fertil și este cultivat cu porumb și cartofi. Culturile de pomi fructiferi de pe raza localității Adunați sunt în suprafață de 73,35 ha, respectiv 18.500 pe rod. Producția de fructe obținută în anul 2002 din totalul de pomi fructiferi este de 255 tone, iar producția obținută din livezi este de 220 de tone. Din acestea, producțiile de mere și pere sunt de 230 de tone reprezentând 90% din totalul producției.

### Creșterea animalelor
Dispunând de întinse pășuni și fânețe, în localitatea Adunați creșterea animalelor reprezintă o ocupație de bază a locuitorilor. Printre animalele care se găsec în gopodăriile locuitorilor amintim aici: vaci, boi, cai, capre, oi, porci și păsări (găini, rațe, gâște, curci,bibilici etc).

### Industria
Ca ramură a economiei, industria este slab dezvoltată în comuna Adunați, singura ramură a sa care își găsește reprezentare fiind industria textilă prin existența unor fabrici de confecții textile și îmbrăcăminte, între acestea cea mai importantă fiind S.C. BIANCOSPINO SRL, care realizează în special marfă pentru export în Italia.

### Obiective turisice
Dispunând de un cadru natural deosebit comuna Adunați oferă vizitatorilor condiții prielnice pentru petrecerea vacanțelor, zona turistică Borungoci și rezervația natural-peisagistică „Costișata” fiind căutate de amatorii de aer curat. Întinsele pășuni colorate floral în cele mai variate chipuri, impunătatea dealurilor ce străjuiesc comuna înveșmântate în păduri de foioase și brad, livezile de prun și măr, poienile desprinse din basm ademenesc ochiul trecătorului amorțindu-l în acest pitoresc tărâm.
Principalele obiective turistice ale comunei Adunați sunt:
- Biserica cu hramul „Adormirea Maicii Domnului”, a cărei piatră de temelie a fost pusă în 1881.
- Monumentul eroilor căzuți în războaiele de la 1877–1878 și 1916–1918 construit în anul 1925 în centrul comunei.
- Rezervația naturală hidrologică „Vâlceaua Pietrei”.
- Rezervația natural-peisagistică „Costișata”.
- Malul Buzei – o râpă de aproape 150 m adâncime.

### Agrement
- Excursii pe dealuri (Vf. Măgura 911 m, Vf. Stâlpului 812 m, Vf. Sultanului 848 m, Vf. Seciului, Vf. Cârna, Vf. Starmini, Vf. Borungoci), văi sau pășuni (Fieneasca, Iuda Măgurii, Vf Voinii, Vf. Fâșiei, Corneanca), etc.
- Traseul de biciclete Breaza-Talea-Vf. Stâlpului-Adunați-Breaza.
- Organizarea de concursuri de orientare turistică sau drumeții prin pădurile de brad și stejar canadian, fag și anin negru.
- Vizitarea speciilor de arbori-monumente ale naturii de pe teritoriul comunei (Nucii de la Casa Pădurii, sălcii, etc.).
- Activități sportive pe stadionul din localitate.